# Mount McGladrey
Mount McGladrey är ett berg i Kanada.   Det ligger i provinsen Alberta, i den södra delen av landet, 2 900 km väster om huvudstaden Ottawa. Toppen på Mount McGladrey är 2 741 meter över havet, eller 634 meter över den omgivande terrängen. Bredden vid basen är 16,6 km.
Terrängen runt Mount McGladrey är kuperad åt sydost, men åt nordväst är den bergig.Trakten runt Mount McGladrey är nära nog obefolkad, med mindre än två invånare per kvadratkilometer.. Närmaste större samhälle är Bellevue, 17,0 km öster om Mount McGladrey.
Trakten runt Mount McGladrey består i huvudsak av gräsmarker.